# Teorema de integral de Cauchy
Na análise complexa, o teorema integral de Cauchy caracteriza uma importante propriedade das funções holomorfas definidas em abertos simplesmente conexos no plano complexo.

## O teorema
Seja  {\displaystyle U\subset \mathbb {C} } um aberto simplesmente conexo e {\displaystyle f:U\to \mathbb {C} } uma função holomorfa. Então para uma curva {\displaystyle \gamma :[a,b]\to U} fechada e suave por partes, {\displaystyle \oint _{\gamma }f(z)dz=0}